# Dedek Crescens Lajos
Dedek Crescens Lajos (Nyitra, 1862. június 19. – Esztergom, 1933. szeptember 13.) római katolikus pap, prépost-kanonok, történetíró, egyháztörténész, az MTA levelező tagja (1926).

## Élete
Dedek Crescens Ignác Nyitra megyei főjegyző és krencsi Krencsey Etelka fia. A gimnáziumi tanulmányait Nyitrán végezte. 1877-ben papnövendék lett az esztergomi főegyházmegyében, majd a pozsonyi Emericanum növendéke. Ezenkívül a filozófiát Esztergomban, a teológiát a Központi Papnevelő Intézetben Pesten végezte.
1885-ben pappá szentelték Nagysurányban. 1886-ban Óbudán, 1890-ben Lipótvárosban volt káplán. 1887-ben a Szent István műintézet és könyvnyomda igazgatójává nevezték ki. 1891-től a budapesti Egyetemi Könyvtár őre, majd levéltárosa. 1896-ban rendezte a millenniumi kiállítás irodalomtörténeti részét. 1899-ben császári és királyi udvari káplán. 1913-tól esztergomi kanonok, 1924-től komáromi, 1930-tól székesfehérvári főesperes, szentgyörgymezei címzetes prépost.
1889 után az Egyházi Közlöny (1891-től Katholikus Egyházi Közlöny) című egyházpolitikai hetilapot szerkesztette egészen 1893-ig, ill. 1897-1898-ban az Autonomia nevű kéthetenkénti lapot. Cikkei jelentek meg a Magyar Államban, a Magyar Sionban, a Századokban és a A Célban. A Borovszky Samu szerkesztette Magyarország vármegyéi és városai sorozatban megírta 1899-ben Nyitra, 1904-ben Pozsony és 1907-ben Pest-Pilis-Solt-Kiskun vármegye történetét.

## Tagságai
- A magyar egyházi irodalmi iskola elnöke
- 1915 Szent István Akadémia II. osztálya
- 1926 MTA levelező tag

## Művei

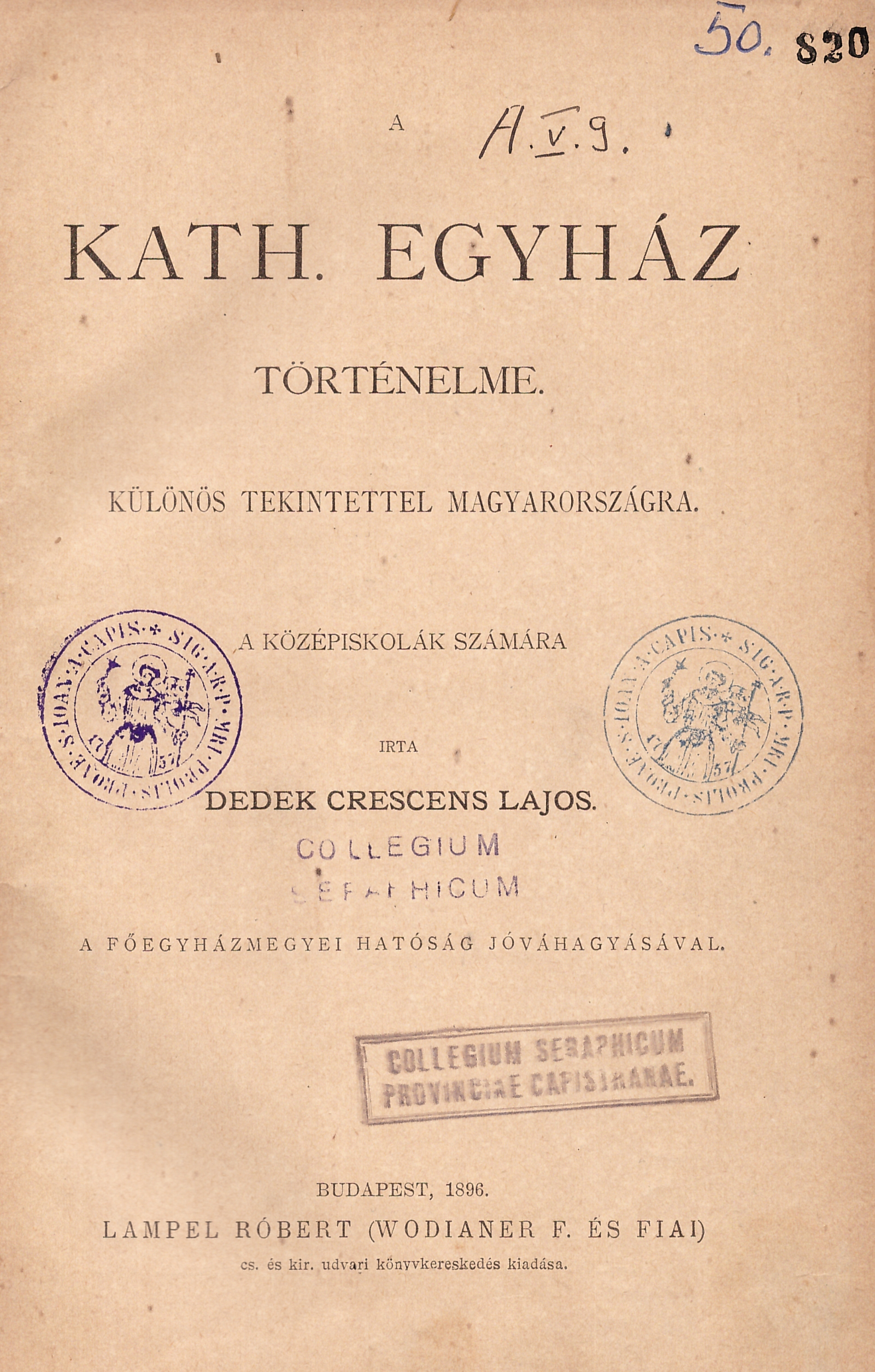
A katholikus egyház történelme

- 1885 A magyarországi főpapnevezések történelmének vázlata. Budapest. (ism. Századok 1886., Városy. Archiv. f. d. kath. Kirchen-Recht 1887.)
- 1889 A karthausiak Magyarországban. Budapest. (ism. Századok 1890.)
- 1889 Catalogus librorum manuscriptorum Bibliothecae universitatis Budapestiensis II. Budapest.
- 1894 Boncz könyve a vallás körüli felségjogokról. Budapest.
- 1894 Katholikus öntudat. Budapest
- 1895 Az 1896. évi tört. kiállítás irodtörténeti könyvtári csoportjának programja. Budapest (tsz. Kudora Károly).
- 1896 A kath. egyház történelme. Különös tekintettel Magyarországra.
- 1897 Kolostorból kolostorba. Budapest.
- 1897 Az üdvnek ószövetségi története. Budapest.
- 1897 Szt Gellért vt. első csanádi pp. élete. Budapest (Népiratkák 170.).
- 1900 Szentek élete, különös tekintettel a magyar szentekre és azokra, akik Magyarországon ősrégi időktől fogva kiváló tiszteletnek örvendenek, valamint a különböző védőszentekre I-II. Budapest.
- 1901 XIII. Leó pápa és Magyarország. Felolv. Budapest.
- 1903 Szt István király végrendelete. Egyh. beszéd. Budapest.
- 1904 Mária-legendák. A magyar ifjúság számára. Budapest.
- 1905 Tu me sequere. Reg. Budapest.
- 1912 Ezeréves küzdelem ezeréves határainkért. Budapest.
- 1924 Monumenta Ecclesiae Strigoniensis III - 1321–1349. Esztergom.

### Kéziratai
- I. Miklós pápa élete és kora.